# Olenellus
Az Olenellus a trilobiták (Trilobita) osztályának Redlichiida rendjébe, ezen belül az Olenellina alrendjébe és az Olenellidae családjába tartozó nem.

## Tudnivalók
Az Olenellus-fajok a kora kambrium időszak idején, körülbelül 522–510 millió évvel ezelőtt éltek. Legtöbb fajukat Európában és Amerikai Egyesült Államokban találták meg, főleg Texasban és az Államok középnyugati részén. Korábban az első trilobita fajok közé sorolták az Olenellusokat, de azóta bebizonyították, hogy a Holmia rowei és a Nevadia weeksi már vadásztak reájuk.

## Rendszertani besorolása és rokonai
Manapság az Olenellus trilobitanem az Olenellinae alcsalád egyetlen képviselője. A legközelebbi rokonnak, a Mesonacinae alcsaládnak, két neme van: a Mesonacis és a Mesolenellus.

### „Paedeumias” klád helyzete
Korábban a „Paedeumias” csoportot az Olenellus közeli rokon nemének vagy annak alnemének tekintették. A legújabb vizsgálatok, azonban azt mutatják, hogy valóban a korábbi Olenellus (Paedeumias) csoport tagjai (O. clarki, O. nevadensis, O. parvofrontatus, O. roddyi és O. transitans) közelebbi rokonságot mutatnak egymással, mint a többi fajjal, például az O. agellusszal és az O. romensisszal, de nem annyira távoliak egymástól, hogy külön-külön nemet alkothassanak. A jövőben a tudósoknak két választásuk lesz, vagy megalkotnak két monofiletikus alnemet, vagy amint Lieberman javasolta, hagyják el mind a két korábbi alnemet: Olenellus (Paedeumias) és Olenellus (Olenellus).

## Megjelenése
Mint a legtöbb korai trilobitának, az Olenellus-fajoknak is majdnem lapos külső vázaik voltak, amelyek, csak kevésbé voltak elmeszesedve. Szemük tájékán félhold alakú kiemelkedés volt. Az Olenellina alrend tagjaként e nem fajainak sem voltak háti összeforrásaik.

## Rendszerezés

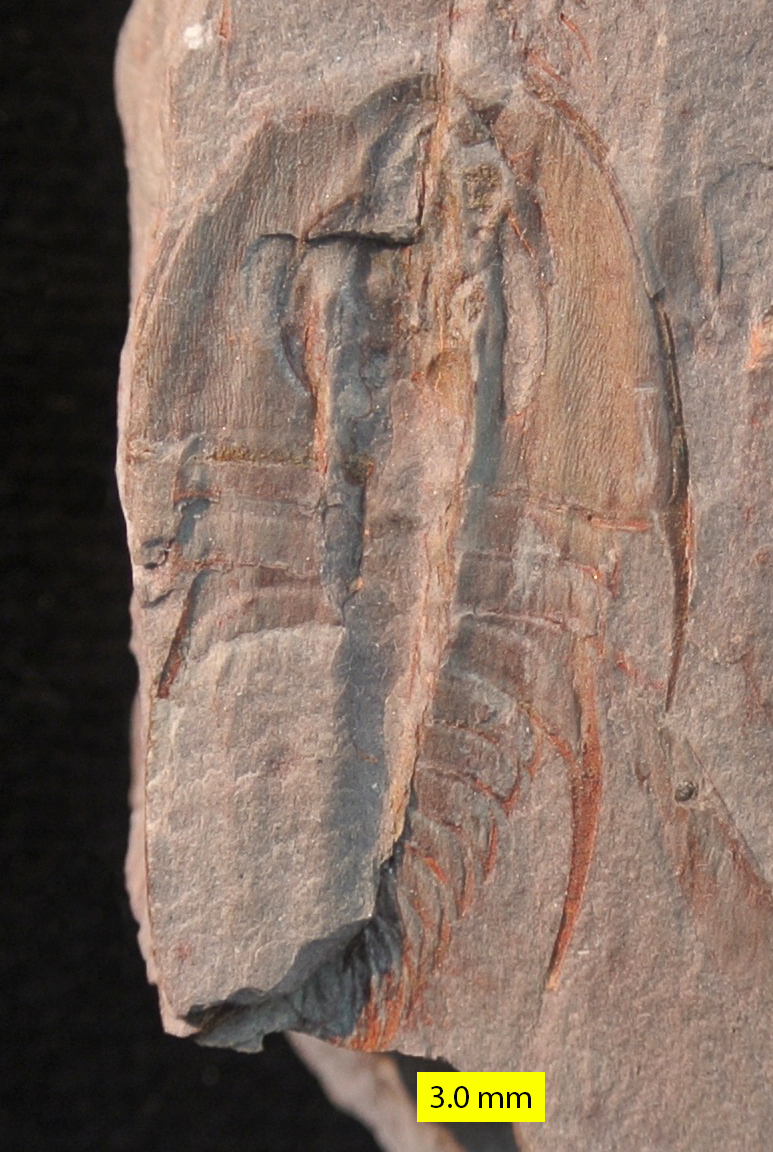
Olenellus terminatus

A nembe az alábbi 16 felfedezett faj tartozik:
- Olenellus agellus Resser & Howell, 1938[3]
- Olenellus chiefensis Palmer, 1998[6]
- Olenellus clarki (Resser, 1928),[3] - szinonimája: Paedeumias clarki
- Olenellus crassimarginatus Walcott, 1910,[3] - szinonimái: O. thompsoni crassimarginatus, O. wanneri, O. latilimbatus
- Olenellus fowleri Palmer, 1998[6]
- Olenellus getzi Dunbar, 1925,[3] - szinonimái: O. alius, O. peculiaris
- Olenellus howelli Meek, 1874[6]
- Olenellus nevadensis (Walcott, 1910),[3] - szinonimái: Paedeumias nevadensis, Callavia nevadensis
- Olenellus parvofrontatus Fritz, 1991[3]
- Olenellus puertoblancoensis Lochman, 1952[3]
- Olenellus robsonensis Burling, 1916,[3] - szinonimája: Paedeumias robsonensis
- Olenellus roddyi Resser & Howell, 1938,[3] - szinonimái: O. similaris, O. nodosus, O. nitidus, O. jonasae, Paedeumias glabrum, P. yorkense, P. eboracense
- Olenellus romensis Resser & Howell, 1938,[3] - szinonimája: O. buttsi
- Olenellus terminatus Palmer, 1998[6]
- Olenellus thompsoni (Hall, 1859) (típusfaj)[3][7]
- Olenellus transitans (Walcott, 1910),[3] - szinonimái: O. brachycephalus, Paedeumias perkinsi

## A korábbiOlenellus-fajok
Az alábbi fajokat, korábban Olenellus-fajoknak vélték, de manapság áthelyezték őket egyéb nemekbe:
- O. alabamensis  = Fremontella halli
- O. altifrontatus = Bolbolenellus altifrontatus
- O. argentus[8] pl. 40, fig 12, 13, 15, 16, non fig. 14  = Grandinasus argentus
- O. argentus[8] pl. 40, fig 14, non fig. 12, 13, 15, 16 = Holmiella falx
- O. bondoni = Fallotaspis bondoni
- O. bonnensis = Mesonacis bonnensis
- O. brevoculus = Mesonacis bonnensis
- O. broegeri = Callavia broegeri
- O. bristolensis = Bristolia bristolensis
- O. bristolensis[9] p. 8. fig 1-11, non pl. 7, fig 1, 2, 5 = Bristolia harringtoni
- O. bufrontis = Bolbolenellus sphaerulosus
- O. callavei = Callavonia callavei
- O. cylindricus = Mesonacis cylindricus
- O. eagerensis = Mesonacis eagerensis
- O. euryparia = Bolbolenellus euryparia
- O. fremonti[8] pl. 15, fig. 18 = Bristolia fragilis
- O. fremonti[8] pl. 37, fig. 1, 4-5 = Bolbolenellus euryparia
- O. fremonti[8] pl. 37, fig. 1-2 = Mesonacis fremonti
- O. georgiensis,[10] p. 220, pl. 5, fig. 7, non fig. 6 = Mesonacis vermontanus
- O. gigas = Andalusiana cornuta
- O. gilberti = Bristolia bristolensis
- O. groenlandicus = Bolbolenellus groenlandicus
- O. halli = Fremontella halli
- O. hamoculus = Mesonacis hamoculus
- O. hermani = Bolbolenellus hermani
- O. hyperboreus = Mesolenellus hyperboreus
- O. insolens = Bristolia insolens
- O. intermedius = Fritzolenellus lapworthi vagy F. reticulatus
- O. kentensis = Bolbolenellus groenlandicus
- O. lapworthi = Fritzolenellus lapworthi
- O. laxocules = Elliptocephala laxocules
- O. logani = Elliptocephala logani
- O. mickwitzi = Schmidtiellus mickwitzi mickwitzi
- O. mohavensis = Bristolia mohavensis
- O. multinodus = Nephrolenellus multinodus
- O. paraocules = Elliptocephala paraocules
- O. praenuntius = Elliptocephala praenuntius
- O. reticulatus = Fritzolenellus reticulatus
- O. sequomalus = Elliptocephala sequomalus
- O. sphaerulosus = Bolbolenellus sphaerulosus
- O. svalbardensis = Mesolenellus svalbardensis
- O. terranovicus = Mesonacis bonnensis
- O. torelli = Schmidtiellus mickwitzi torelli
- O. truemani[11] = Elliptocephala walcotti
- O. truemani[12] = Fritzolenellus truemani
- O. truncatooculatus = Mummaspis truncatooculatus
- O. vermontanus = Mesonacis vermontanus
- O. walcottanus = Wanneria walcottana

### Fordítás
- Ez a szócikk részben vagy egészben  az   Olenellus című angol Wikipédia-szócikk ezen változatának fordításán alapul.  Az eredeti cikk szerkesztőit annak laptörténete sorolja fel. Ez a jelzés csupán a megfogalmazás eredetét és a szerzői jogokat jelzi, nem szolgál a cikkben szereplő információk forrásmegjelöléseként.